# Reinhard Andress
Reinhard Andress (* 1957 in Milwaukee) ist ein US-amerikanischer Autor und Professor für moderne Sprachen.

## Leben
Andress wurde als Sohn deutscher Einwanderer in den USA geboren. Er wurde Professor für moderne Sprachen an der Universität von St. Louis in Missouri. Seit 2012 ist er an der Loyola University Chicago tätig, wo er als Professor für deutsche Sprache, Kultur und Literatur tätig ist. Er leitet dort das German Studies Programm. Er war u. a. Gastprofessor an der Pontificia Universidad Catolica del Ecuador. Er forscht insbesondere zu DDR-Literatur, Exilliteratur, Alexander von Humboldt und Deutsch-Amerikanische Studien. Im Jahr 2019 wurde er mit dem German American Friendship Award ausgezeichnet. Seit 2024 gehört er dem Vorstand der Erika-Mitterer-Gesellschaft an.

## Werke (Auswahl)
- Protokolliteratur in der DDR: der dokumentierte Alltag, Frankfurt a. M. 2000
- Der Inselgarten – das Exil deutschsprachiger Schriftsteller auf Mallorca, 1931-1936, Amsterdam-Atlanta, GA 2001